# Zootoca vivipara
La lagartija vivípara o de turbera (Zootoca vivipara) es una especie de lagartija de color pardusco que habita en algunas zonas de Europa; en España solo se encuentra en el extremo norte (sobre todo Pirineos). Mide menos de 20 cm. Su peculiaridad es que normalmente la madre no pone huevos, sino que los eclosiona internamente y las crías salen directamente (sin huevo). Vive mucho más al norte que cualquier otra especie de reptil.

## Identificación
Su longitud es menor a 12 cm (excluyendo la cola), que mide 1,25 a 2 veces más que el cuerpo. Extremidades cortas, cabeza algo redonda. Los machos son más delgados que las hembras. Cogote y cola gruesas.
El color y patrón de esta especie es remarcablemente variable. El  color base es típicamente pardo medio, pero puede aparecer el gris, castaño oliva o negro.  Las hembras pueden tener tiras oscuras a los costados. 

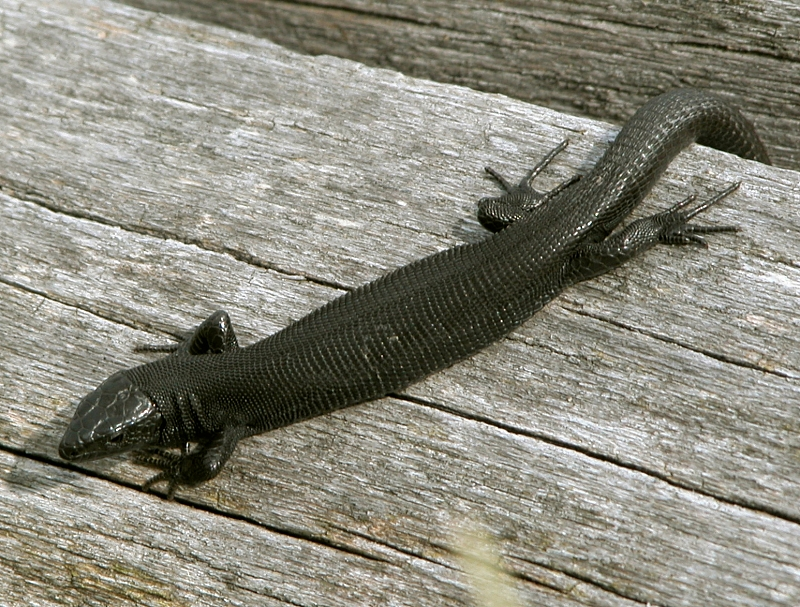
Un ejemplar negro.

## Distribución
Están muy distribuidos por Europa y Asia; extendiéndose al  norte del círculo polar ártico; de Irlanda a Hokkaidō y a la isla de Sajalín. Está ausente de muchas partes del área del Mediterráneo, si está en el norte de Portugal y de España, norte de Italia, Serbia, Macedonia del Norte, Bulgaria. No aparece en el área del mar Negro.
En las partes sureñas de su distribución vive a altas elevaciones, a 3000 m s. n. m. en los Alpes. En esas áreas vive en lugares cercanos al agua. En la parte norteña se la hala en campos tendidos bajos, en ambientes más secos. Vive básicamente en la tierra, aunque puede escalar rocas, y vegetación baja.